# Visconde de Entre-Rios

Armas dos viscondes de Entre-Rios.

Visconde de Entre-Rios é um título nobiliárquico criado por D. Pedro II do Brasil, por decreto de 17 de fevereiro de 1883, a favor de Antônio Barroso Pereira Filho.
Titulares
1. Antônio Barroso Pereira Filho (1792—1862) – 1.º barão de Entre-Rios;
2. Antônio Barroso Pereira Neto (ca. 1820—1906) – filho do anterior, 2.º barão de Entre-Rios.